# Биржи
Биржи (фр. Burgy) насеље је и општина у источном делу централне Француске у региону Бургоња, у департману Саона и Лоара која припада префектури Макон.
По подацима из 2011. године у општини је живело 109 становника, а густина насељености је износила 37,98 становника/km². Општина се простире на површини од 2,87 km². Налази се на средњој надморској висини од 340 метара (максималној 441 m, а минималној 207 m).

## Демографија
| 1962. | 1968. | 1975. | 1982. | 1990. | 1999. | 2011. |
| ----- | ----- | ----- | ----- | ----- | ----- | ----- |
| 101   | 118   | 115   | 98    | 98    | 90    | 109   |

График промене броја становника у току последњих година